# Bodianus vulpinus
Bodianus vulpinus là một loài cá biển thuộc chi Bodianus trong họ Cá bàng chài. Loài này được mô tả lần đầu tiên vào năm 1850.

## Từ nguyên
Từ định danh của loài cá này trong tiếng Latinh có nghĩa là "có liên quan đến loài cáo", hàm ý có lẽ đề cập đến phần mõm nhọn như cáo của chúng.

## Phạm vi phân bố và môi trường sống
B. vulpinus là loài đặc hữu của vùng biển phía tây nam Úc, được ghi nhận từ vịnh Shark, Tây Úc đến Ceduna, Nam Úc. B. vulpinus sống ở những khu vực có nền đáy là cát, đá hoặc san hô vụn ở khá sâu, khoảng 100–250 m.
Những ghi nhận về sự xuất hiện của loài này ở quần đảo Hawaii đã được xác định lại là Bodianus bathycapros.

## Mô tả
B. vulpinus có chiều dài cơ thể tối đa được ghi nhận là 43,5 cm. Cá cái có màu hồng phớt đỏ, còn cá đực sẫm màu đỏ hơn. Cá đực còn có thêm vệt đen ngay giữa vây lưng.
Trong phức hợp loài vulpinus, B. vulpinus giống với Bodianus unimaculatus, một loài họ hàng ở bờ đông Úc, cả về hoa văn lẫn hình thái. Các vạch màu đỏ trên cơ thể của hai loài này (ở cá cái và cá đực đang lớn) sẽ biến mất khi chúng trưởng thành hoàn toàn (cá đực trưởng thành). Cá đực của B. vulpinus và B. unimaculatus có góc dưới của vây đuôi vươn rộng hơn so với hai loài còn lại trong phức hợp, B. bathycapros và Bodianus oxycephalus.
B. unimaculatus đực có một đốm trắng lớn ở dưới cuối vây lưng, trong khi B. vulpinus đực (và cả B. bathycapros) không có đốm này, còn B. oxycephalus có một hàng khoảng 3 đốm trắng dưới vây lưng.
Số gai ở vây lưng: 12; Số tia vây ở vây lưng: 10–11; Số gai ở vây hậu môn: 3; Số tia vây ở vây hậu môn: 12; Số tia vây ở vây ngực: 17.

### Trích dẫn
- Martin F. Gomon (2006). “A revision of the labrid fish genus Bodianus with descriptions of eight new species” (PDF). Records of the Australian Museum, Supplement. 30: 1–133. ISSN 0812-7387.